# Lenguas dobu-duau
Las lenguas bwaidoganas son un grupo de lenguas oceánicas occidentales del subgrupo de Punta Papú.

## Comparación léxica
Los numerales reconstruidos para diferentes ramas de lenguas dobu-duau son:
| GLOSA | Boselewa     | Bunama                | Dobu   | Duau        | Galeya   | Molima           | Mwatebu     | Sewa         | PROTO- DOBU-DUAU       |
| ----- | ------------ | --------------------- | ------ | ----------- | -------- | ---------------- | ----------- | ------------ | ---------------------- |
| 1     | taʔaɣa       | aigeda                | ʔebew  | kaigeda     | ʔiesina  | ʔaigedana        | ʔaigeda     | kaikeda      | *ʔaigeda/ *ta-, *ʔese- |
| 2     | ʔeluwa       | erue                  | ʔeluwa | luwa        | meluwa   | lua / magilafuna | ʔeluwa      | manáu eluwa  | *(ʔe)luwa              |
| 3     | tonuga       | etoi                  | ʔetoi  | toi         | metɔ     | toi              | ʔetoi       | 2+1          | *(ʔe)tonu              |
| 4     | veʌtána      | epata                 | ʔata   | hasi        | daʔina   | (foa)            | (powa)      | 2+2          | *pat-                  |
| 5     | nimata       | lasapwai ulabara-nima | nima   | nimana      | dimanina | nima / (faibi)   | nima        | nima kaikeda | *nima                  |
| 6     | venimána     | 5+1                   |        |             |          | (sikisi)         | (sikis)     | 5+1          | *5+1                   |
| 7     | 5+2          | 5+2                   |        |             |          | (seveni)         | (seben)     | 5+2          | *5+2                   |
| 8     | 5+3          | 5+3                   |        |             |          | (eiti)           | (eiti)      | 5+2+1        | *5+3                   |
| 9     | 5+4          | 5+4                   |        |             |          | (naini)          | (naen)      | 5+2+2        | *5+4                   |
| 10    | nima kʷʌmúta | nima- bwau-bwau       | sanau  | nimana luwa | lʌwoᵘ    | (teni)           | nima ʔeluwa | nima luwa    | *5x2 / (*sanau)        |

Los términos entre paréntesis son préstamos del inglés o tok pisin.